# Maria Cristina de Habsburgo (1574–1621)
Maria Cristina de Habsburgo  (Graz, 10 de novembro de 1574 - Hall em Tirol, 6 de abril de 1621) foi arquiduquesa da Áustria.
Ela era filha do arquiduque Carlos II de Áustria  e de Maria Ana da Baviera. Os seus avós paternos eram o imperador Fernando I e Ana da Boêmia e Hungria, e os maternos, o  duque Alberto V da Baviera e a arquiduquesa Ana de Habsburgo-Jagelão (irmã mais velha de seu pai).
Em 1595, Maria casou-se com Segismundo Báthory, príncipe da Transilvânia, se tornando assim Princesa da Transilvânia. O casal não teve filhos.
Após a morte de seu marido regressou à Áustria e ingressou no convento de Hall, no Tirol, onde faleceu.